# ロス・リオス県

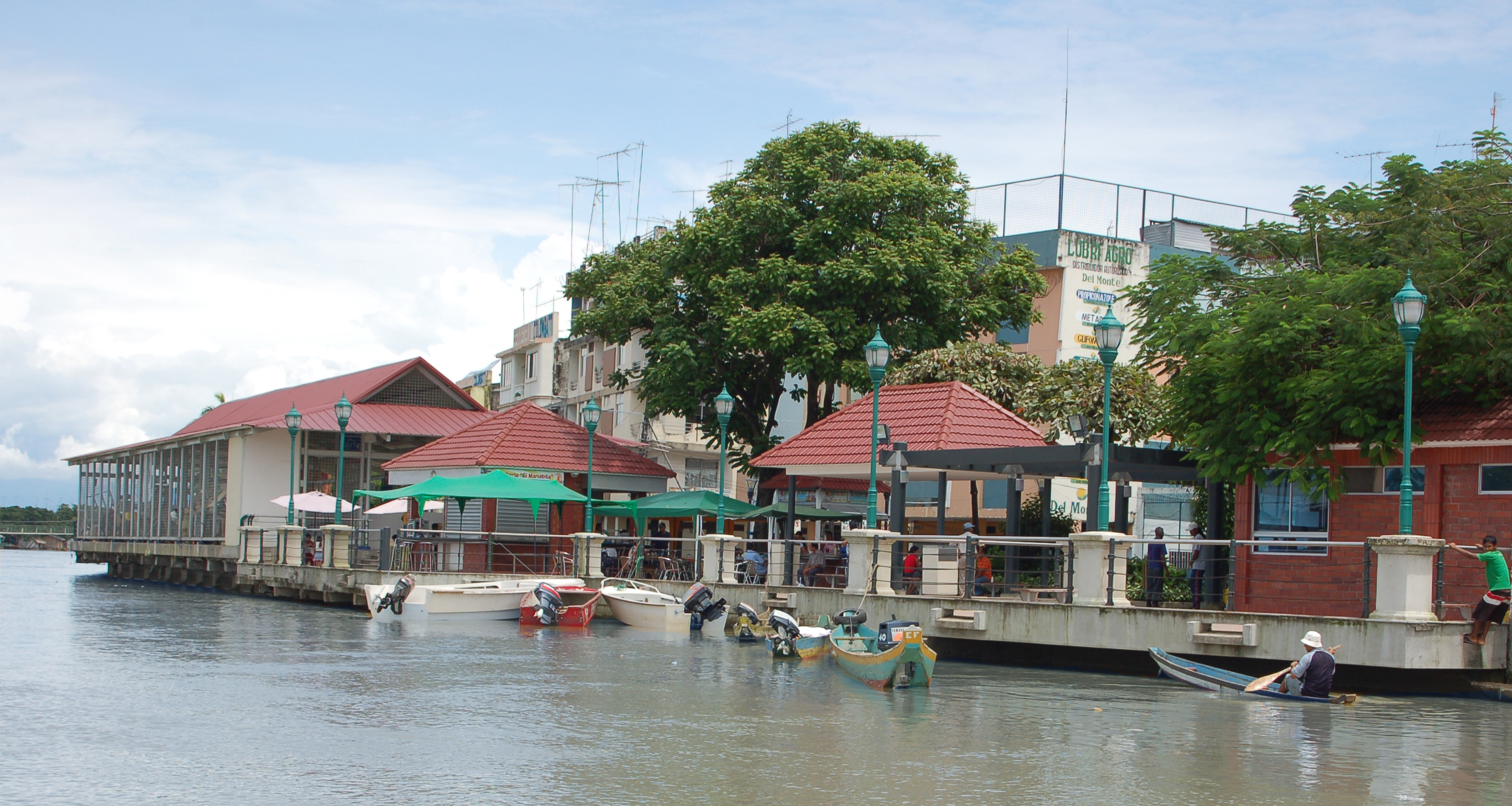
New Muelle Municipal, Babahoyo

ロス・リオス県（ロス・リオスけん） は、エクアドルの県。1948年9月30日に法令によって設立された。県都のババオヨは、1860年10月6日に設立された。

## 人口統計
2010年のエクアドル国勢調査では、ロス・リオス県の民族構成は以下のようになっている。
- メスティーソ  52.9%
- Montubio   35.1%
- アフリカ系エクアドル人 6.2%
- 白人  5.0%
- Indigenous 0.6%
- その他  0.3%

## 経済
ロス・リオス県の経済はコーヒー、カカオ、バナナ、米、タバコといった農業に基盤を置いている。工業部門は小さいが、紙、砂糖、木工品などを生産している。近年釣りや先住民の文化などを柱とした観光開発が進められている。

## 隣接する県
- サント・ドミンゴ・デ・ロス・ツァチラス県
- コトパクシ県
- ボリーバル県
- グアヤス県
- マナビ県

## カントン
ロス・リオス県は13のカントンに分かれる。下記の表には、2001年国勢調査時点での各郡の人口と平方メートル (km2)での面積、郡都を表記する
| Canton           | Pop. (2010) | Area (km²) | Seat/Capital             |
| ---------------- | ----------- | ---------- | ------------------------ |
| Baba             | 39,681      | 516        | Baba                     |
| ババオヨ         | 153,773     | 1,076      | ババオヨ                 |
| ブエナ・フェ     | 63,148      | 569        | San Jacinto de Buena Fe  |
| Mocache          | 38,392      | 562        | Mocache                  |
| モンタルボ       | 24,164      | 362        | モンタルボ               |
| Palenque         | 22,320      | 570        | Palenque                 |
| プエブロ・ビエホ | 36,477      | 338        | プエブロ・ビエホ         |
| ケベド           | 173,575     | 303        | ケベド                   |
| Quinsaloma       | 16,476      | 280        | Quinsaloma               |
| ウルダネタ       | 29,263      | 377        | カタラマ                 |
| バレンシア       | 42,556      | 980        | バレンシア（エクアドル） |
| Ventanas         | 71,093      | 288        | Ventanas                 |
| Vinces           | 71,736      | 693        | Vinces                   |